# Breitenstein (Südharz)

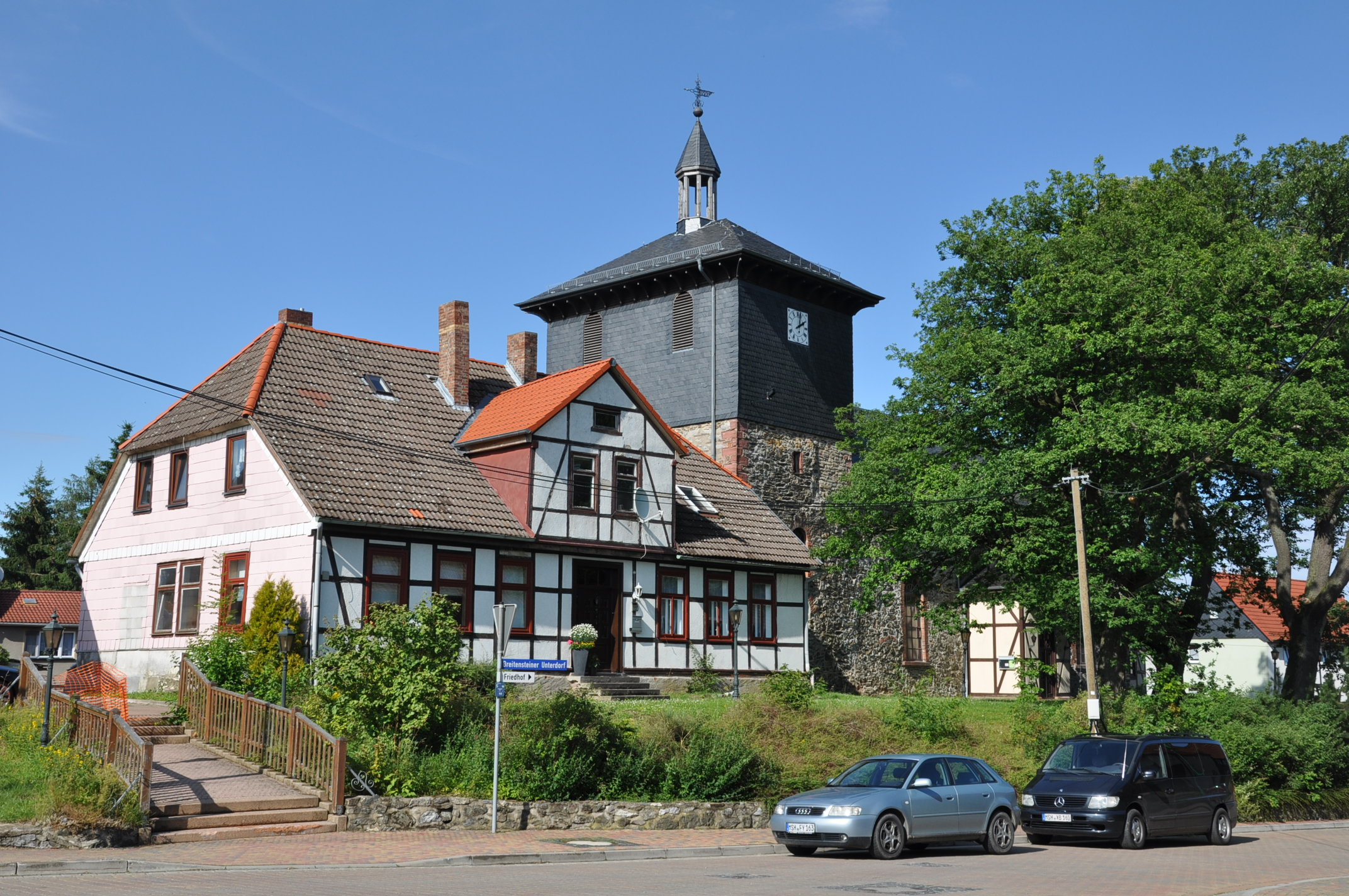
Ortsmitte mit Haus und Kirche

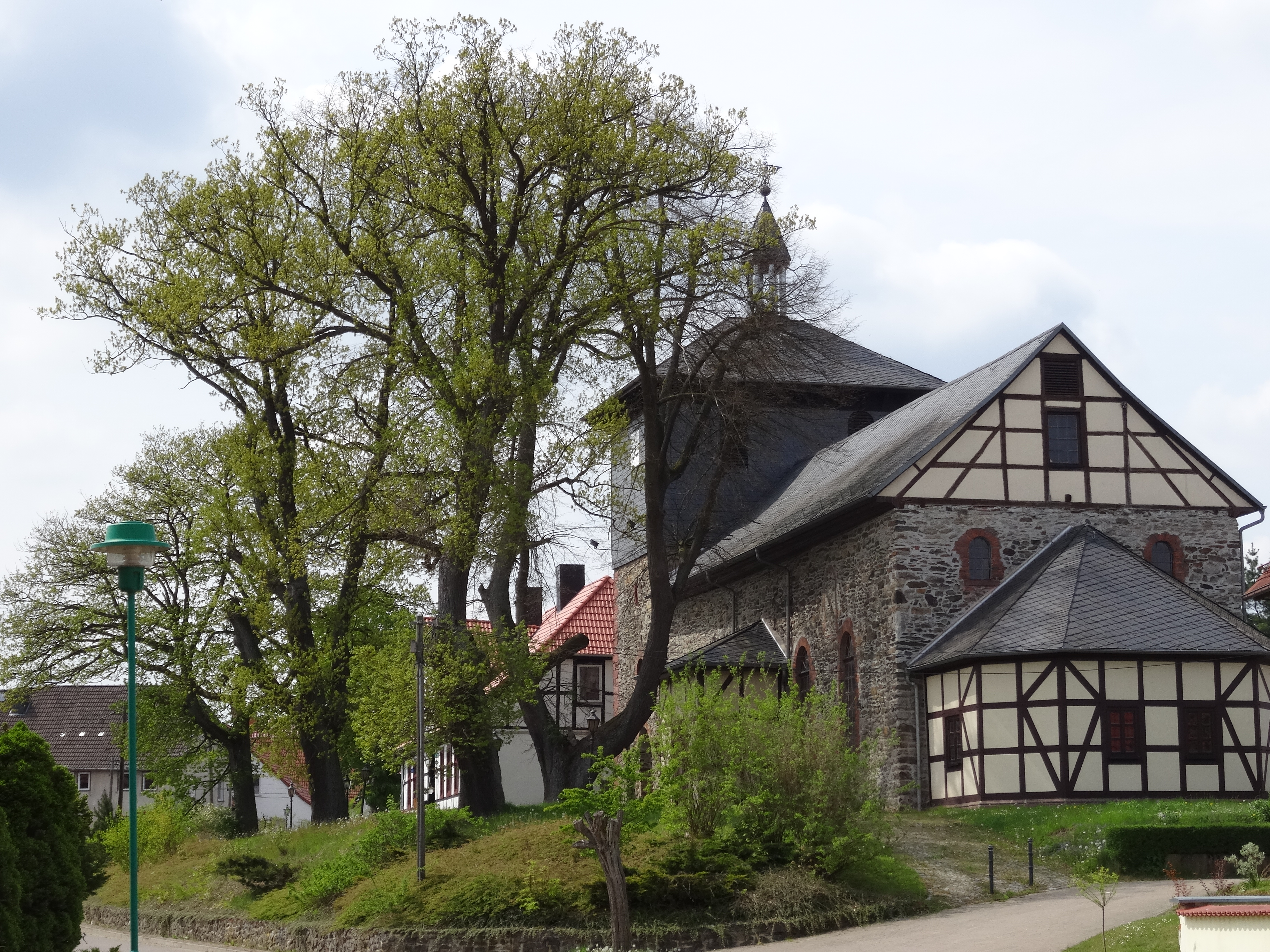
Kirche St. Margareten

Breitenstein im Harz ist ein Ortsteil der Gemeinde Südharz im Landkreis Mansfeld-Südharz in Sachsen-Anhalt, zu dem der Wohnplatz Untermühle gehört.

## Geographische Lage
Breitenstein liegt im Unterharz im Naturpark Harz/Sachsen-Anhalt rund 5 km (Luftlinie) nördlich von Stolberg. Hindurch führt die Harzschützenstraße, die jahrhundertelang die Grenze von Thüringen und Sachsen bildete und als Landesstraße 263 nordnordwestwärts nach Friedrichshöhe und dann weiter zur nahen Bundesstraße 242 im Tal der Selke verläuft. Der Selke-Zufluss Katzsohlbach fließt durch das Dorf.
Nördlich des Dorfs liegt der Osterkopf (505,9 m ü. NN), südwestlich der Ortschaft befindet sich der Kleine Brocken (533,1 m ü. NN) und nach Westen steigt die Landschaft zur Großen Harzhöhe (599,3 m ü. NN) und zur Schalliete (595,1 m ü. NN) an.

## Geschichte
Breitenstein wurde am 6. April 1264 erstmals im Urkundenbuch vom Kloster Walkenried urkundlich erwähnt.
Breitenstein gehörte zur Herrschaft der Grafen zu Stolberg und wurde 1531 von Graf Botho dem neu gebildeten Amt Bärenrode zugeschlagen. 1576 erwarb Christoph von Hoym das Amt pfandweise, verpfändete es aber schon 1585 an Fürst Joachim Ernst von Anhalt. 1608 bestand die Bevölkerung des anhaltischen Dorfes Breitenstein aus 56 mit Haus, Hof und Garten angesessenen Familien, unterschieden in 14 Anspänner und Ackerleute sowie 42 Kotsassen, außerdem Pfarrer und Schulmeister. Die Bauern entrichteten an das Vorwerk Bärenrode Abgaben in Geld- und Naturalienform und leisteten dort ungemessene Hand- und Spanndienste. Ein Kotsass zahlte als Müller 16 Groschen Wasserzins. Bei der Aufteilung Anhalts in Teilfürstentümer 1603/06 fiel das Amt Bärenrode an Anhalt Bernburg. Ab 1635 gehörte es zum Fürstentum Anhalt-Harzgerode. Nach dem Ende der Harzgeröder Fürstenlinie fiel ein Teil des Amtes Bärenrode und damit auch Breitenstein an die Grafschaft Stolberg zurück. Breitenstein wurde nun ein Dorf im Amt Ebersberg der Grafschaft Stolberg-Roßla.
Zum einstigen Verwaltungszentrum Herrmannsacker führte eine Landstraße durch den Wald, die aber seit vielen Jahren für den öffentlichen Verkehr gesperrt ist. 1819 lebten in Breitenstein 613 Einwohner in 114 Häusern.
Die Glashütte in Breitenstein wurde 1890 von Hermann Lamprecht erworben. Er modernisierte diese und stellte den Produktionsverlauf um. Noch heute gibt es eine Hüttenstraße, welche zu den Gebäuden der ehemaligen Glashütte führt. Dort befindet sich auch die Fabrikantenvilla.
Am 1. Januar 2010 schlossen sich die Gemeinden Breitenstein, Bennungen, Breitungen, Dietersdorf, Drebsdorf, Hainrode, Hayn (Harz), Kleinleinungen, Questenberg, Roßla, Rottleberode, Schwenda und Uftrungen zur neuen Gemeinde Südharz zusammen. Gleichzeitig wurde die Verwaltungsgemeinschaft Roßla-Südharz, zu der Breitenstein gehörte, aufgelöst.

## Kultur und Sehenswürdigkeiten
- Mahnmal am Waldrand aus dem Jahre 1950 für fünf Häftlinge des KZ Dora-Mittelbau einschließlich eines von einem Förster erschossenen namentlich bekannten polnischen Häftlings
- Kirche St. Margareten von 1714–22 (1995–98 Wiederaufbau)

### Vereinsleben
Viele Breitensteiner engagieren sich in den ansässigen Vereinen wie dem Breitensteiner Karnevalsverein, dem Anglerverein oder der Freiwilligen Feuerwehr.

## Verkehr
Der öffentliche Personennahverkehr wird durch den TaktBus des Landesnetzes Sachsen-Anhalt erbracht. Folgende Verbindung führt ab Breitenstein:
- Linie 450: Breitenstein ↔ Stolberg ↔ Berga ↔ Tilleda ↔ Sangerhausen

## Persönlichkeiten
- Wilhelm Kraft (1884–1945), Sozialdemokrat und Bürgermeister von Haßlinghausen
- Friedrich Wilhelm Wallroth (1792–1857), Arzt, Botaniker und Mykologe.
- Hermann Lamprecht (1846–1909), Glasmacher, Hüttenmeister und Ofenbauer, Glashüttenbesitzer, Lamprecht Glashütte Breitenstein, Marienhütte Gnarrenburg, Glashütte Immenhausen